# Christine Levisse-Touzé
Christine Levisse-Touzé (* 4. September 1955 in Renazé, Maine-et-Loire) ist eine französische Historikerin und Museumsleiterin.
Sie erwarb den Doktor in Geschichte 1991 beim Pètain-Forscher Guy Pedroncini und wurde von September 1991 bis März 2017, dem Zeitpunkt ihrer Pensionierung, Direktorin des Musée du Général Leclerc de Hauteclocque et de la Libération de Paris und des Musée Jean Moulin de l'etablissement Public Paris, die seit 2019 zum Musée de la Libération de Paris – Musée du Général Leclerc – Musée Jean-Moulin zusammengelegt wurden. Dort hat sie für viele Ausstellungen die Kataloge besorgt. Sie ist auch Forschungsdirektorin an der Universität Paris-Sorbonne. Sie wurde in die Ehrenlegion (Ritter) aufgenommen und trägt den Ordre des Arts et des Lettres.

## Schriften
- L'Afrique du Nord dans la guerre, 1939–1945, Albin Michel, Paris 1998. ISBN 2-226-10069-5
- Paris libéré, Paris retrouvé, collection « Découvertes Gallimard/Histoire » 2004.
- Philippe Leclerc de Hauteclocque (1902–1947) – la légende d'un héros, Tallandier-Paris-Musées, 2002.
- Dictionnaire historique de la Résistance: Résistance intérieure et France libre (= Bouquins). Laffont, Paris 2006, ISBN 978-2-221-09997-1.
- Les résistants, 2 Bde., Le Monde, coll. Les rebelles. Une anthologie présentée avec Charles-Louis Foulon, 2012.
- Jean Moulin: artiste, préfet, résistant, mit Dominique Veillon, éditions Tallandier, 2013. ISBN 979-1-021-00092-6.
- Libérer Paris août 1944, avec Dominique Veillon, Thomas Fontaine, Vincent Giraudier, Vladimir Trouplin, Ouest-France, 2014. ISBN 978-2-737-36369-6.

## Einzelbelege
1. ↑  Lévisse-Touzé, Christine - Persée. Abgerufen am 8. Juli 2025.
2. ↑  https://www.ouest-france.fr/d-day/80e-anniversaire-de-la-liberation-lhistoire-nous-donne-des-clefs-pour-comprendre-0490866c-58c5-11ef-9a12-58a3dd767213
3. ↑  Musée de la Libération Leclerc Moulin. Abgerufen am 8. Juli 2025 (englisch).

| Personendaten    | Personendaten                                 |
| ---------------- | --------------------------------------------- |
| NAME             | Levisse-Touzé, Christine                      |
| ALTERNATIVNAMEN  | Touzé, Christine Juliette Alice               |
| KURZBESCHREIBUNG | französische Historikerin und Museumsleiterin |
| GEBURTSDATUM     | 4. September 1955                             |
| GEBURTSORT       | Renazé                                        |